# هبوط انسان (روبنس)

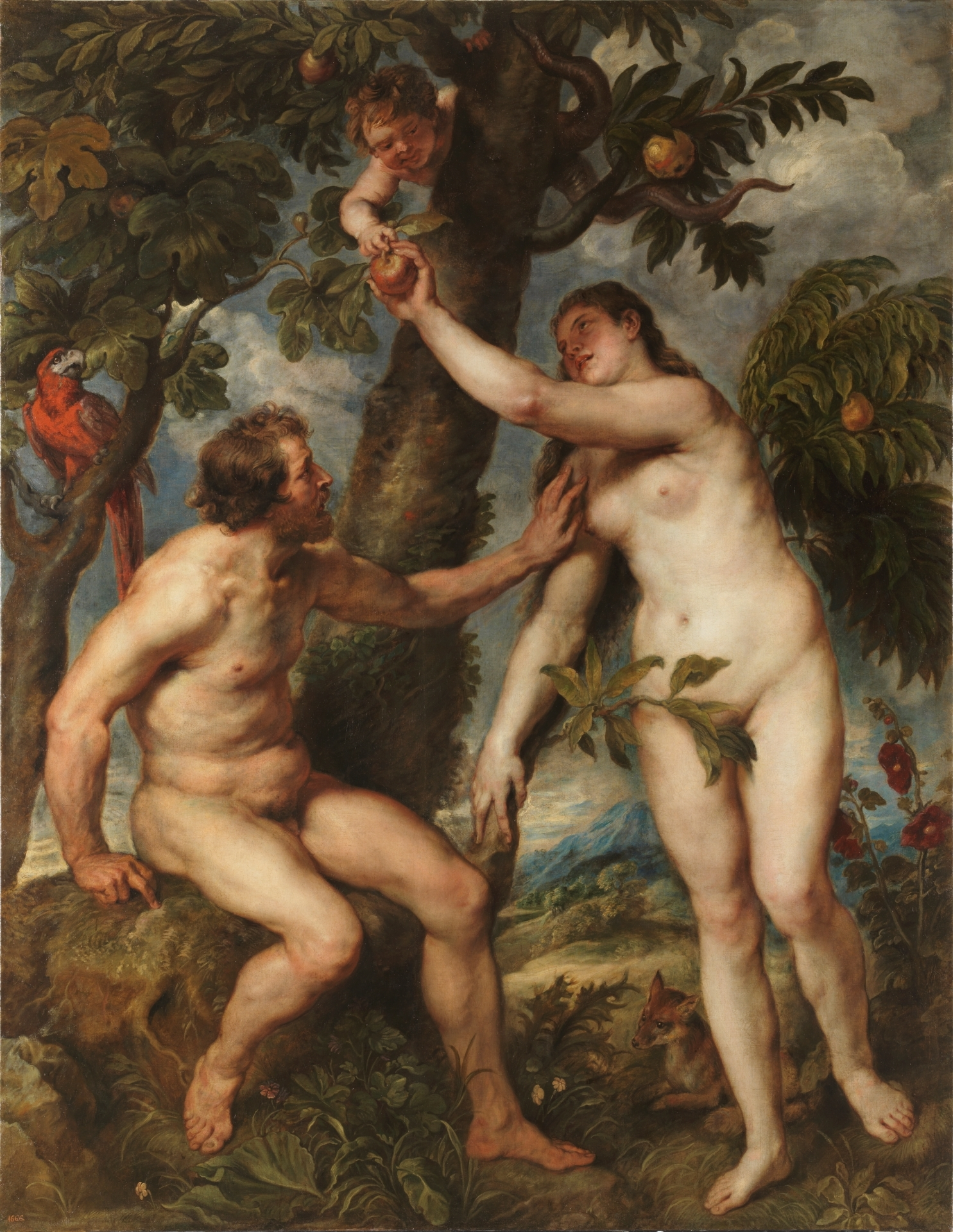
نقاشی هبوط انسان اثر پیتر پل روبنس

هبوط انسان (انگلیسی: The Fall of Man) نقاشی هنرمند نقاش، پیتر پل روبنس است که در حوالی سال‌های ۱۶۲۸ تا ۱۶۲۹ میلادی طرح گردیده است و امروزه در موزه پرادو مادرید قرار دارد. نقاشی در ابتدا منتسب به کارل فن ماندر بود و چنین برداشت می‌شد که اثر متعلق به هنرمند موصوف است. امروزه مشخص گردیده که این اثر هنری در حقیقت، متعلق به روبنس است. نقاشی نشانگر داستان هبوط انسان است. نقاشی هبوط انسانِ روبنس در حقیقت، یک بازطراحی از اثری مشابه و با همین عنوان به هنرمندی تیسین است.